# Yellow Eden
Yellow Eden är det svenska indiepopbandet Paris första fullängdsalbum, utgivet 29 oktober 2003.
Låtarna "Disco Fever" och "Grey Summers Day" och "Going South" hörs i filmen Fröken Sverige (2004).

## Låtlista
Där inte annat anges är låtarna skrivna av Annika Mellin.
1. "I Stole Barry" - 3:54
2. "I Watch TV" - 4:59
3. "Disco Fever" - 3:49
4. "Tonight" - 3:28
5. "Hey Sailor!" - 3:32 (text: Mattias Svensson och Annika Mellin, musik: Annika Mellin)
6. "Grey Summers Day" - 5:40 (Emma Nylén)
7. "Streetlights" - 3:26 (Annika Mellin, Emma Nylén)
8. "Rainy Day in London" - 3:15
9. "During the Conversation" - 3:36
10. "Going South" - 4:13 (text: Mattias Svensson och Emma Nylén, musik: Emma Nylén)
11. "Dallas" - 3:01
12. "Quiet Night" - 3:38

## Medverkande
- Peter Benisch – mastering, inspelning
- Emma – artwork
- Björn Hansell – mixning, producent, inspelning
- Maria Häggkvist – artwork
- Paris – producent
- Christopher Stannow – mastering
- Mattias Svensson – mixning, ljudtekniker, artwork, inspelning